# Karlo III. Kurjaković
Karlo III. Kurjaković Krbavski (?, prije 1402. – ?, iza 1450.), hrvatski velikaš, kraljevski vitez i krbavski knez iz hrvatske velikaške obitelji Kurjaković od roda Gusića. Bio je sin hrvatskog bana i kneza Pavla II. i unuk kneza Karla I. Kurjakovića.
Godine 1414. dobio je od pape Grgura XII. (1406. – 1415.) dopuštenje za brak s Margaretom Nelipčić, unatoč sredstvu unutar četvrtog koljena. Kao miraz je dobio najvjerojatnije Odorje i Zvonigrad. Spominje se 1426. godine s s bratom Tomislavom II., a 1430. godine pred Kninskim kaptolom sklapa obrambeni savez s Ivanišem Nelipčićom. Tom se prilikom u vlasništvu knezova navode županije Krbavska, Lička, Bužanska i Lapačka.
Godine 1432. Karlo III., Toma II. i Franko su pod Počiteljom potvrdili povlastice Bagu, a 1434. godine prema dogovoru s Mlečanima postali su vlasnici sela Grifna te im je dopušten izvoz vina i ulja iz Zadra. Braća Karlo III. i Tomislav II. spominju se i 1441. godine u vezi s banskim ovlastima nad njihovim Vlasima.

## Obitelj
Godine 1414. oženio je kneginju Margaretu Nelipčić s kojom je imao dvojicu sinova:
- Pavao IV., spominje se do 1469. godine
- Karlo IV., poginuo na Krbavskom polju 1493. godine

## Vanjske poveznice
- Kurjaković – Hrvatski biografski leksikon